# Flughafentunnel (Stuttgart)
| Die als Flughafentunnel bezeichnete Bahnstrecke (lila) im Bereich des Flughafens Stuttgart (veralteter Planungsstand, ca. 2010) |                      |                                            |                                            |
| Streckennummer (DB): | 4705                 |                                            |                                            |
| Streckenlänge: | 3,0 km               |                                            |                                            |
| Spurweite: | 1435 mm (Normalspur) |                                            |                                            |
| Stromsystem: | 15 kV 16,7 Hz ~      |                                            |                                            |
| Maximale Neigung: | 29 ‰                 |                                            |                                            |
| Minimaler Radius: | ~275 m               |                                            |                                            |
| Streckengeschwindigkeit: | 100 km/h             |                                            |                                            |
| Zweigleisigkeit: | durchgehend          |                                            |                                            |
| |                      |                                            |                                            |
| \| \| \| Schnellfahrstrecke von Stuttgart \| \| \| \| 0,0 \| Stuttgart Filder Heerstraße (Abzw) \| Stuttgart Filder Heerstraße (Abzw) \| \| \| \| Schnellfahrstrecke nach Wendlingen (s. u.) \| \| \| \| \| (Tunnelanfang) \| \| \| \| 0,7 \| Bundesautobahn 8 \| Bundesautobahn 8 \| \| \| 1,8 \| Stuttgart Flughafen Fernbahnhof \| Stuttgart Flughafen Fernbahnhof \| \| \| 1,9 \| Flughafenkurve \| Flughafenkurve \| \| \| 2,5 \| Bundesautobahn 8 \| Bundesautobahn 8 \| \| \| \| (Tunnelende) \| \| \| \| \| Schnellfahrstrecke von Stuttgart (s. o.) \| \| \| \| 3,0 \| Stuttgart Filder Plieningen (Abzw) \| Stuttgart Filder Plieningen (Abzw) \| \| \| \| Schnellfahrstrecke nach Wendlingen \| \| \| \| \| \| \| \| Quellen: [3][4] \| \| \| \| |                      |                                            |                                            |
| Strecke (außer Betrieb) |                      | Schnellfahrstrecke von Stuttgart           | Schnellfahrstrecke von Stuttgart           |
| Blockstelle (Strecke außer Betrieb) | 0,0                  | Stuttgart Filder Heerstraße (Abzw)         | Stuttgart Filder Heerstraße (Abzw)         |
| Abzweig geradeaus und nach links (Strecke außer Betrieb) |                      | Schnellfahrstrecke nach Wendlingen (s. u.) | Schnellfahrstrecke nach Wendlingen (s. u.) |
| Tunnelanfang (Strecke außer Betrieb) |                      | (Tunnelanfang)                             | (Tunnelanfang)                             |
| Strecke (außer Betrieb) (im Tunnel) | 0,7                  | Bundesautobahn 8                           | Bundesautobahn 8                           |
| Bahnhof (Strecke außer Betrieb) (im Tunnel) | 1,8                  | Stuttgart Flughafen Fernbahnhof            | Stuttgart Flughafen Fernbahnhof            |
| Kreuzung mit Tunnelstrecke (Strecken außer Betrieb) (im Tunnel) | 1,9                  | Flughafenkurve                             | Flughafenkurve                             |
| Strecke (außer Betrieb) (im Tunnel) | 2,5                  | Bundesautobahn 8                           | Bundesautobahn 8                           |
| Tunnelende (Strecke außer Betrieb) |                      | (Tunnelende)                               | (Tunnelende)                               |
| Abzweig geradeaus und von links (Strecke außer Betrieb) |                      | Schnellfahrstrecke von Stuttgart (s. o.)   | Schnellfahrstrecke von Stuttgart (s. o.)   |
| Blockstelle (Strecke außer Betrieb) | 3,0                  | Stuttgart Filder Plieningen (Abzw)         | Stuttgart Filder Plieningen (Abzw)         |
| Strecke (außer Betrieb) |                      | Schnellfahrstrecke nach Wendlingen         | Schnellfahrstrecke nach Wendlingen         |
| |                      |                                            |                                            |
| Quellen: |                      |                                            |                                            |

Der Flughafentunnel in Stuttgart ist eine im Zuge des Projekts Stuttgart 21 im Bau befindliche, größtenteils unterirdische Bahnstrecke zur beidseitigen Anbindung des Stuttgart Flughafen Fernbahnhof an die Schnellfahrstrecke Stuttgart–Wendlingen. Die überwiegend unterirdisch verlaufende Strecke ist Teil des Planfeststellungsabschnitts 1.3a von Stuttgart 21.
Die 3,026 Kilometer lange, zweigleisige Strecke umfasst zwei etwa 2,222 bzw. 2,376 Kilometer lange eingleisige Tunnelröhren, den Bahnhof Stuttgart Flughafen Fernbahnhof sowie oberirdische Bereiche. Obwohl die Strecke auch oberirdische Bereiche umfasst, wird sie – einschließlich ihrer oberirdischen Bereiche – als Flughafentunnel bezeichnet.
Am 14. September 2023 wurde die letzte Röhre durchgeschlagen.
Die Strecke soll ab Juli 2026 unter Verantwortung der Leit- und Sicherungstechnik befahrbar sein. Die kommerzielle Inbetriebnahme ist für Dezember 2026 vorgesehen.

## Verlauf

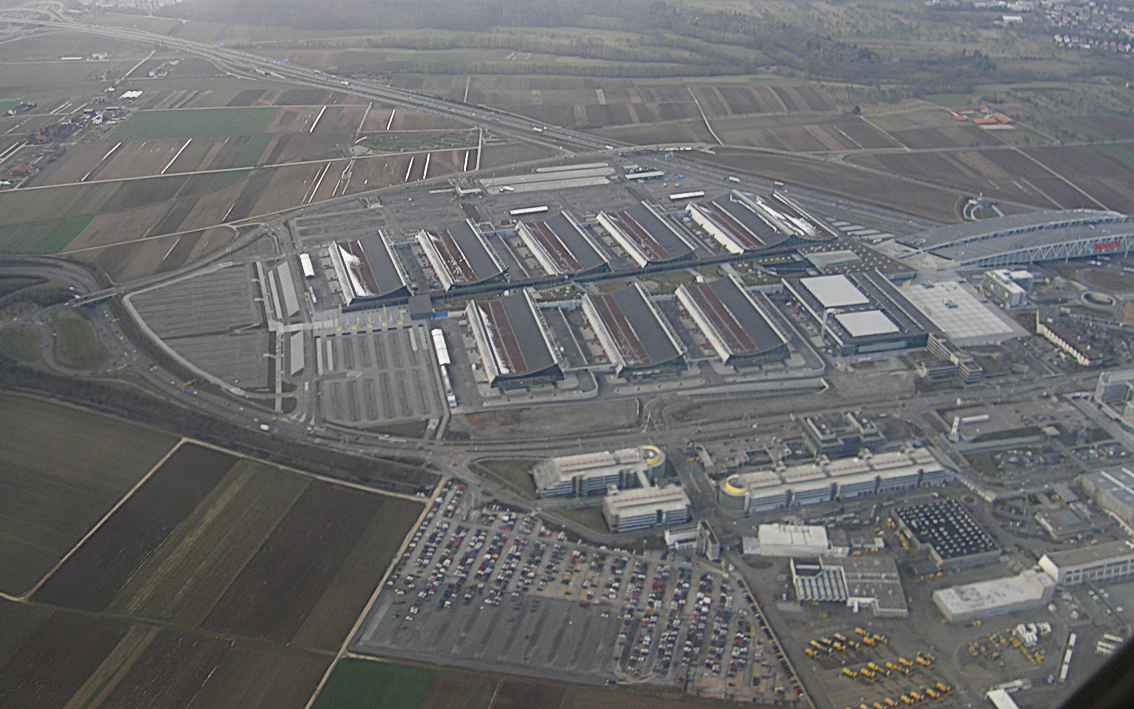
Blick (Richtung Nordwesten) auf Flughafen (vorne) und Messegelände (Mitte).

Während die Neubaustrecke nördlich parallel der Autobahn (hinten) verlaufen soll, wird die als Flughafentunnel bezeichnete Bahnstrecke die Messehallen unterqueren, um in der Nähe des Terminals den Flughafenbahnhof zu erreichen. Von dort führt die Strecke nach Osten (rechts), um nach rund 3,0 Kilometer wieder in die Neubaustrecke Richtung Wendlingen einzumünden.
Die Bahnstrecke fädelt mit Streckenkilometer 0,0 beim Baukilometer 10,4 (rund 0,4 Kilometer südöstlich des Südostportals des Fildertunnels), aus der Schnellfahrstrecke Stuttgart–Wendlingen aus. Sie unterquert beim Kilometer 0,6 das Gleis die Neubaustrecke (km 10,9) höhenfrei in einem Bogen zunächst in südwestlicher Richtung und geht beim km 0,9 in einen entgegengesetzten Linksbogen in östliche Richtung über. Nach dem Flughafen Fernbahnhof geht die Strecke in nordöstlicher Richtung in einen Linksbogen über. Beim km 2,1 wird die Flughafenkurve gekreuzt. Beim Streckenkilometer 2,5 unterquert das nördliche Gleis dabei die Neubaustrecke (in km 12,5), während das südliche Gleis eine südliche Parallellage zur Neubaustrecke erreicht.
Beim Streckenkilometer 13,1 (Abzweigstelle Plieningen) fädeln beide Gleise in die Schnellfahrstrecke Richtung Wendlingen ein. Die Strecke endet mit Streckenkilometer 3,026.
Die beiden Tunnelröhren erreichen eine Überdeckung von bis zu 21 Meter und sollen über Querschläge miteinander verbunden werden. Die Röhren sollen horizontale Schichten von Tonschluffsteinen durchfahren. Die erwarteten hohen Horizontalspannungen sollen bei Entwurf und Bau des Tunnels berücksichtigt werden. Unter den Hallen 3 und 4 der Messe sowie unter dem Kongresszentrum wurde Vorsorge für die geplante Linienführung getroffen. Der Tunnelbau wurde in der Baustatik entsprechend berücksichtigt.
Die Strecke soll im westlichen Teil, einschließlich des Flughafenbahnhofs, mit 80 km/h befahrbar sein, im östlichen Teil mit 100 km/h (Stand: „Stresstest“, 2011).

## Geschichte
Im August 2018 wurde der Rohbau des Planfeststellungsabschnitts 1.3a ausgeschrieben, einschließlich des Flughafentunnels. Der Bauauftrag wurde am 14. Oktober 2019 für rund 481 Millionen Euro an eine Bietergemeinschaft der Firmen Züblin AG und Max Bögl vergeben. Auf den Flughafentunnel, einschließlich des Flughafenbahnhof und eines 3,1 km langen Abschnitts der Neubaustrecke entfallen dabei 387 Millionen Euro der Auftragssumme.

### Bau
Die beiden Tunnelröhren sollen weitgehend bergmännisch erstellt werden. In beiden Röhren sollen an beiden Enden jeweils rund 0,2 km lange Bereiche in offener Bauweise erstellt werden.
Für den Bau in offener Bauweise herzustellender Abschnitte im östlichen Teil des Tunnels wurde die A8 von Mai 2020 an verschwenkt. Der symbolische Anschlag für den bergmännischen Teil erfolgte am 20. Juli 2020. Tunnelpatin ist Arina Freitag, Geschäftsführerin der Flughafen Stuttgart GmbH.
Bei der Rückverlegung der baubedingt verlegten Bundesautobahn 8 stand im August 2021 zeitweise nur ein Fahrstreifen zur Verfügung. Bis zu 14 km lange Staus waren die Folge. Ende August 2021 wurde auch die Fahrbahn Richtung Karlsruhe wieder in die vorige Lage verschwenkt.
Der Vortrieb erfolgt von drei Seiten gleichzeitig. Im Vortrieb nach Osten soll eine Vortriebsleistung von zwei Metern pro Tag erreicht werden. Ende 2021 soll der Vortrieb den Messevorplatz erreichen.
Von insgesamt 4.935 m unterirdischen Bauwerken war Mitte Juli 2021 die Hälfte vorgetrieben.
Im Juni 2022 genehmigte das Eisenbahn-Bundesamt eine Planänderung, die im Tunnelbereich östlich des Stuttgart Flughafen Fernbahnhof den Bau zweier Aufweitungs- und Verzweigungsbauwerke vorsieht, die später dem Anschluss des Pfaffensteigtunnels dienen sollen. Im April 2024 wurde die Planfeststellung für den Pfaffensteigtunnel beantragt. Die Flughafenkurve, die den Flughafentunnel gekreuzt hätte, wird damit nicht mehr realisiert.
Der Tunnel soll im 1. Quartal 2025 dem Ausbau übergeben werden.

### Betrieb
Eine Verkehrsprognose erwartete für das Jahr 2025 auf dem westlichen Teil der Strecke eine Querschnittsbelastung von 14.900 Reisenden pro Tag. Auf dem östlichen Teil wird mit täglich 11.000 Fahrgästen gerechnet.

## Diskurs
Die aus Kostengründen zunächst nur eingleisig vorgesehene Westanbindung konnte nach dem Planungsstand von 2004 optional zweigleisig ausgebaut werden. Das baden-württembergische Verkehrsministerium schlug Ende Juli 2010 vor, das zweite Gleis bereits im Zuge der Bauarbeiten von Stuttgart 21 zu realisieren. Die Deutsche Bahn untersuchte im Auftrag der Projektpartner im Herbst 2010 die Realisierung dieses zweiten Gleises. Bahnchef Rüdiger Grube sagte Mitte Dezember 2010, die DB habe fest vor, das zweite Gleis zu bauen; er wolle der dazu notwendigen Entscheidung der Projektträger nicht vorweggreifen. Die entsprechende Sitzung wurde im März 2011 für Juni 2011 erwartet. Die zusätzlichen Baukosten der durchgehend zweigleisigen Variante werden auf 30 Millionen Euro beziffert. Für die damit verbundenen Planungskosten sind weitere 5,1 Millionen Euro veranschlagt.
Die Finanzierung dieser Mehrkosten war im März 2011 noch nicht geklärt. Bislang sei nur eine Planung beauftragt.
Ein 2008 erarbeitetes und Ende Juli 2010 an die Öffentlichkeit gelangtes Arbeitspapier hatte den zweigleisigen Ausbau dringend empfohlen. 2008 war noch von elf Zügen (Summe beider Richtungen) auf dem eingleisigen Abschnitt ausgegangen worden, bei einer Belegungszeit von 40 Minuten je Stunde; in dem am Flughafen vorbeiführenden (zweigleisigen) Neubaustrecken-Abschnitt waren dagegen ein Zug pro Stunde und Richtung vorgesehen. Auch der mit der Schlichtung des Projekts Stuttgart 21 betraute Heiner Geißler schlug in seinem Schlichterspruch am 30. November 2010 vor, die Westanbindung zweigleisig auszuführen.
Laut Angaben des Landes habe eine Leistungsfähigkeitsuntersuchung ergeben, dass eine „qualitativ zuverlässige operative Betriebsführung“ mit der eingleisigen Lösung möglich sei. (Stand: April 2009) Die Deutsche Bahn ging Ende 2010 von einem Belegungsgrad der eingleisigen Anbindung von 50 Prozent aus, bei einer zweigleisigen Anbindung von jeweils 30 Prozent.
Kritiker bemängeln darüber hinaus die für nicht mehr als 80 km/h (300 m Kurvenradius) ausgelegte Westanbindung.

## Technik
Der Auftrag für den Oberbau (Feste Fahrbahn), der u. a. auch die Tunnelsicherheitsbeleuchtung, Energieversorgung und Kabelverlegung sowie die Montage von Türen mit einschließt, wurde im Februar 2019 ausgeschrieben. Der Auftrag für die bahntechnische Ausrüstung, einschließlich der Festen Fahrbahn, wurde im September 2020 an eine Arbeitsgemeinschaft der Unternehmen Ed. Züblin, der Bahnbau Gruppe sowie der Rhomberg Gruppe, vergeben.
Die Strecke ist Teil des Digitalen Knotens Stuttgart. Sie soll durch ein Digitales Stellwerk gesteuert und mit ETCS sowie automatisiertem Fahrbetrieb ausgerüstet werden. Geplant ist dabei ETCS Level 2 „ohne Signale“. Die Strecke gehört dabei zum Stell- und RBC-Bereich Fernbahn, der von einem in Waiblingen entstehenden Bedien- und Technikstandort gesteuert werden soll.